# Eupithecia aduncata
Eupithecia aduncata är en fjärilsart som beskrevs av Brandt 1938. Eupithecia aduncata ingår i släktet Eupithecia och familjen mätare. Inga underarter finns listade i Catalogue of Life.